# Tour de France 2025/6. Etappe
Die 6. Etappe der Tour de France 2025 fand am 10. Juli 2025 statt und führte das französische Etappenrennen von Bayeux über hügliges Terrain nach Vire Normandie. Mit einer Länge von 201,5 Kilometern stellte sie zudem den zweitlängsten Abschnitt der 112. Austragung dar. Das Ziel befand sich am Ende einer kurzen Steigung. Nach der Zielankunft hatten die Fahrer insgesamt 981 Kilometer absolviert, was 29,38 % der Gesamtdistanz entsprach.
Der Etappensieg ging an den Iren Ben Healy (EF Education-EasyPost), der sich rund 42 Kilometer vor dem Ziel als Solist von der Ausreißergruppe absetzte und den Zielstrich mit einem Vorsprung von zwei Minuten und 44 Sekunden überquerte. Auf den weiteren Plätzen folgten seine ehemaligen Fluchtgefährten Quinn Simmons (Lidl-Trek) und Michael Storer (Tudor Pro Cycling Team). Mathieu van der Poel (Alpecin-Deceuninck), der ebenfalls Teil der Fluchtgruppe gewesen war, holte sich nach einem Tag das Gelbe Trikot von Tadej Pogačar (UAE Team Emirates-XRG) zurück.

## Streckenführung
Der neutralisierte Start erfolgte in Bayeux, ehe es auf der D572 nach Guéron ging, wo das Rennen auf der D67 freigegeben wurde.
Nach dem offiziellen Start führte die Strecke über Aurseulles ins südliche Villers-Bocage, wo nach 22,2 Kilometern der Zwischensprint erfolgte. Kurz darauf begann in Roucamps die Auffahrt auf die Côte du Mont Pinçon (353 m), die nach 35,5 Kilometern als Bergwertung der 3. Kategorie überquert wurde. Nach einem kurzen Plateau ging es bergab nach Culey-le-Patry, ehe die Straße in Le Vey erneut zu steigen begann und über die D133A auf die Côte de la Rançonnière (216 m) führte. Diese galt ebenfalls als Bergwertung der 3. Kategorie und wurde bei Kilometer 56 passiert. Im Anschluss ging es über Pont-d’Ouilly nach Flers und weiter nach Lonlay-l’Abbaye, Ger und Barenton, bevor die nächste Steigung in Mortain-Bocage erreicht wurde. Diese verläuft auf der D487E1 und trägt den Namen Côte de Mortain Cote 314 (310 m). Sie wurde als Bergwertung der 3. Kategorie nach 138 Kilometern überquert. Dann drehte die Streckenführung gen Norden und führte über Saint-Barthélemy nach Juvigny les Vallées. Von dort aus ging es auf der D55 zur Côte de Juvigny-le-Tertre (270 m), die bei Kilometer 154,5 als Bergwertung der 3. Kategorie passiert wurde. Nach der anschließenden Abfahrt führte die Strecke über Le Mesnil-Adelée und Saint-Pois auf die Côte de Saint-Michel-de-Montjoie (331 m). Diese stellte 27,2 Kilometer vor dem Ziel die letzte Bergwertung der 3. Kategorie dar, wobei die Auffahrt aus westlicher Richtung über die D39 erfolgte.
Im Finale musste in Vire Normandie eine kleine Schleife absolviert werden, die über die D55 und D55A auf die Côte de Vaudry (225 m) führte. Diese wies auf einer Länge von 1200 Metern eine durchschnittliche Steigung von 7,2 % auf und wurde 4,4 Kilometer vor dem Ziel als Bergwertung der 4. Kategorie überquert. Im Anschluss ging es über die D512 und D407 ins Zentrum von Vire Normandie. Rund 700 Meter vor dem Ziel bogen die Fahrer links von der D55 auf die Rue du Fort Chabrol ab, wo die Straße leicht zu steigen begann. 300 Meter vor dem Ziel folgte eine weitere Linkskurve, die auf die steilere Avenue d’Atlacomulco führte, wo maximale Steigungsprozente von 14 % erreicht wurden. Das Ziel befand sich in einer leichten Rechtskurve an der Kreuzung mit der Rue Pasteur.
|                            | Ort                              | Kilometer | Länge (km) | Höhe (m) | Ø Steigung | max. Steigung |
| -------------------------- | -------------------------------- | --------- | ---------- | -------- | ---------- | ------------- |
| neutralisierter Start      | Bayeux                           |           |            |          |            |               |
| offizieller Start          | Guéron (D67)                     | 0,00      |            |          |            |               |
| Zwischensprint             | Villers-Bocage                   | 22,20     |            |          |            |               |
| Bergwertung (3. Kategorie) | Côte du Mont Pinçon              | 35,50     | 5,6        | 353      | 3,7 %      | unbekannt     |
| Bergwertung (3. Kategorie) | Côte de la Rançonnière           | 56,00     | 2,2        | 216      | 7,9 %      | unbekannt     |
| Bergwertung (3. Kategorie) | Côte de Mortain Cote 314         | 138,00    | 1,6        | 310      | 9,5 %      | unbekannt     |
| Bergwertung (3. Kategorie) | Côte de Juvigny-le-Tertre        | 154,50    | 2,2        | 270      | 7,3 %      | unbekannt     |
| Bergwertung (3. Kategorie) | Côte de Saint-Michel-de-Montjoie | 174,30    | 3,7        | 331      | 4,5 %      | unbekannt     |
| Bergwertung (4. Kategorie) | Côte de Vaudry                   | 197,10    | 1,2        | 225      | 7,2 %      | 11 %          |
| Ziel                       | Vire Normandie                   | 201,50    |            |          |            |               |

## Rennverlauf & Ergebnis
Nachdem das Rennen freigegeben worden war, kontrollierten die Mannschaften Lidl-Trek und Intermarché-Wanty das Renngeschehen, sodass sich zunächst keine Ausreißergruppe absetzen konnte. Nach rund 20 Kilometern setzte sich Jonathan Milan (Lidl-Trek) vor Mathieu van der Poel (Alpecin-Deceuninck), Biniam Girmay (Intermarché-Wanty) und Anthony Turgis (TotalEnergies) durch, während sich Quinn Simmons (Lidl-Trek), Ben Healy (EF Education-EasyPost) und Kaden Groves (Alpecin-Deceuninck) die weiteren Punkte sicherten.
Ben Healy und Quinn Simmons nutzten im Anschluss die Gelegenheit und setzten sich vom Hauptfeld ab. Die beiden wurden jedoch im Anstieg der Côte du Mont Pinçon (353 m) gestellt, wobei Quinn Simmons die Bergwertung vor Marc Hirschi (Tudor) gewann. Im Anschluss zerfiel das Hauptfeld aufgrund des hohen Tempos und der zahlreichen Ausreißversuche. Tim Wellens (UAE Team Emirates-XRG) führte vor Michael Woods (Israel-Premier Tech) über die Côte de la Rançonnière (216 m). Nach rund 60 Kilometern formierte sich schließlich die Fluchtgruppe des Tages, in der zunächst fünf Fahrer vertreten waren. Auf den nachfolgenden Kilometern stießen jedoch drei weitere Fahrer hinzu. In der acht Fahrer umfassenden Spitzengruppe waren nun folgende Fahrer, sortiert nach dem Gesamtklassement, vertreten: Mathieu van der Poel, Ben Healy, Eddie Dunbar (Team Jayco AlUla), Simon Yates (Visma-Lease a Bike), Quinn Simmons, Harold Tejada (XDS Astana), Michael Storer (Tudor) und Will Barta (Movistar). Bei der dritten Bergwertung des Tages, der Côte de Mortain Cote 314 (310 m), betrug der Vorsprung der Ausreißer rund drei Minuten, wobei das UAE Team Emirates-XRG um den gesamtführenden Tadej Pogačar den Großteil der Nachführarbeit verrichtete. Die Bergwertung auf Côte de Mortain Cote 314 sicherte sich Eddie Dunbar vor seinem Landsmann Ben Healy. Auf der nachfolgenden Côte de Juvigny-le-Tertre (270 m) setzte sich Michael Storer vor Eddie Dunbar durch.
Rund 42 Kilometer vor dem Ziel griff Ben Healy aus der Ausreißergruppe an und konnte sich rasch von seinen ehemaligen Fluchtgefährten lösen. Der Ire baute seinen Vorsprung auf den nachfolgenden Kilometern auf rund eine Minute aus und führte als Solist über die Côte de Saint-Michel-de-Montjoie (331 m). Dahinter lösten sich auch Quinn Simmons und Michael Storer im Anstieg von der Ausreißergruppe, wobei letzterer den verbliebenen Punkt bei der Bergwertung holte. Das Duo konnte die Lücke zu Ben Healy jedoch nicht schließen, der seinen Vorsprung weiter ausbaute und auch die Côte de Vaudry (225 m) als Erster passierte. Schlussendlich gewann er die Etappe mit einem Vorsprung von zwei Minuten und 44 Sekunden vor Quinn Simmons, während Michael Storer das Ziel als Dritter mit einem Rückstand von zwei Minuten und 51 Sekunden erreichte. Mathieu van der Poel wurde mit einem Rückstand von drei Minuten und 58 Sekunden Neunter, womit er das Gelbe Trikot von Tadej Pogačar um nur eine Sekunde übernahm, da der Slowene das stark reduzierte Hauptfeld mit einem Rückstand von fünf Minuten und 27 Sekunden über den Zielstrich führte. Im Schlussanstieg gingen dabei kleine Lücken auf, wobei Santiago Buitrago (Bahrain Victorious), Enric Mas (Movistar), Primož Roglič (Red Bull-Bora-hansgrohe), Tobias Halland Johannessen (Uno-X Mobility) und João Almeida (UAE Team Emirates-XRG) fünf Sekunden verloren. Der Verlier des Tages war jedoch der Däne Mattias Skjelmose Jensen (Lidl-Trek), der nach einem Defekt 40 Sekunden einbüßte.
In der Gesamtwertung lag Mathieu van der Poel nun eine Sekunde vor Tadej Pogačar und 43 Sekunden vor Remco Evenepoel (Soudal Quick-Step), der seine Führung in der Nachwuchswertung verteidigte. Weiters kam es in der Gesamtwertung nur zu geringen Veränderungen. Ben Healy schob sich mit seinem Etappensieg auf den achten Gesamtrang, während Mattias Skjelmose Jensen aus den Top 10 rutschte. Neben dem Gelben Trikot musste Tadej Pogačar auch die Führung in der Punktewertung und Bergwertung an Jonathan Milan bzw. Tim Wellens abgeben. Das Team Visma-Lease a Bike verblieb an der Spitze der Mannschaftswertung. Alle 179 Starter erreichten das Ziel, wobei der Etappensieger Ben Healy zum kämpferischsten Fahrer gewählt wurde.
| \| Etappenergebnis \| Etappenergebnis \| Etappenergebnis \| Etappenergebnis \| Etappenergebnis \| \| Fahrer \| Fahrer \| Land \| Team \| Zeit \| \| --------------- \| -------------------- \| ---------------------- \| -------------------------- \| --------------- \| \| 1. \| Ben Healy \| Irland \| EF Education-EasyPost \| 4 h 24 min 10 s \| \| 2. \| Quinn Simmons \| Vereinigte Staaten \| Lidl-Trek \| + 2 min 44 s \| \| 3. \| Michael Storer \| Australien \| Tudor Pro Cycling Team \| + 2 min 51 s \| \| 4. \| Eddie Dunbar \| Irland \| Team Jayco AlUla \| + 3 min 21 s \| \| 5. \| Simon Yates \| Vereinigtes Königreich \| Team Visma \\| Lease a Bike \| + 3 min 24 s \| \| 6. \| Will Barta \| Vereinigte Staaten \| Movistar Team \| + 3 min 29 s \| \| 7. \| Harold Tejada \| Kolumbien \| XDS Astana Team \| + 3 min 52 s \| \| 8. \| Mathieu van der Poel \| Niederlande \| Alpecin-Deceuninck \| + 3 min 58 s \| \| 9. \| Tadej Pogačar \| Slowenien \| UAE Team Emirates XRG \| + 5 min 27 s \| \| 10. \| Jonas Vingegaard \| Dänemark \| Team Visma \\| Lease a Bike \| + 5 min 27 s \| |                      |                        |                            |                 |
| |                      |                        |                            |                 |
| Quellen: ProCyclingStats Cycling Quotient |                      |                        |                            |                 |
| Etappenergebnis |                      |                        |                            |                 |
| Fahrer | Fahrer               | Land                   | Team                       | Zeit            |
| 1. | Ben Healy            | Irland                 | EF Education-EasyPost      | 4 h 24 min 10 s |
| 2. | Quinn Simmons        | Vereinigte Staaten     | Lidl-Trek                  | + 2 min 44 s    |
| 3. | Michael Storer       | Australien             | Tudor Pro Cycling Team     | + 2 min 51 s    |
| 4. | Eddie Dunbar         | Irland                 | Team Jayco AlUla           | + 3 min 21 s    |
| 5. | Simon Yates          | Vereinigtes Königreich | Team Visma \| Lease a Bike | + 3 min 24 s    |
| 6. | Will Barta           | Vereinigte Staaten     | Movistar Team              | + 3 min 29 s    |
| 7. | Harold Tejada        | Kolumbien              | XDS Astana Team            | + 3 min 52 s    |
| 8. | Mathieu van der Poel | Niederlande            | Alpecin-Deceuninck         | + 3 min 58 s    |
| 9. | Tadej Pogačar        | Slowenien              | UAE Team Emirates XRG      | + 5 min 27 s    |
| 10. | Jonas Vingegaard     | Dänemark               | Team Visma \| Lease a Bike | + 5 min 27 s    |

## Gesamtstände
| \| Gesamtwertung \| Gesamtwertung \| Gesamtwertung \| Gesamtwertung \| Gesamtwertung \| \| Fahrer \| Fahrer \| Land \| Team \| Zeit \| \| ------------- \| -------------------- \| ------------------ \| -------------------------- \| ---------------- \| \| 1. \| Mathieu van der Poel \| Niederlande \| Alpecin-Deceuninck \| 21 h 52 min 34 s \| \| 2. \| Tadej Pogačar \| Slowenien \| UAE Team Emirates XRG \| + 1 s \| \| 3. \| Remco Evenepoel \| Belgien \| Soudal Quick-Step \| + 43 s \| \| 4. \| Kévin Vauquelin \| Frankreich \| Arkéa-B&B Hotels \| + 1 min 00 s \| \| 5. \| Jonas Vingegaard \| Dänemark \| Team Visma \\| Lease a Bike \| + 1 min 14 s \| \| 6. \| Matteo Jorgenson \| Vereinigte Staaten \| Team Visma \\| Lease a Bike \| + 1 min 23 s \| \| 7. \| João Almeida \| Portugal \| UAE Team Emirates XRG \| + 1 min 59 s \| \| 8. \| Ben Healy \| Irland \| EF Education-EasyPost \| + 2 min 01 s \| \| 9. \| Florian Lipowitz \| Deutschland \| Red Bull-Bora-Hansgrohe \| + 2 min 32 s \| \| 10. \| Primož Roglič \| Slowenien \| Red Bull-Bora-Hansgrohe \| + 2 min 36 s \| |                      |                    |                            |                  |
| |                      |                    |                            |                  |
| Quellen: ProCyclingStats Cycling Quotient |                      |                    |                            |                  |
| Gesamtwertung |                      |                    |                            |                  |
| Fahrer | Fahrer               | Land               | Team                       | Zeit             |
| 1. | Mathieu van der Poel | Niederlande        | Alpecin-Deceuninck         | 21 h 52 min 34 s |
| 2. | Tadej Pogačar        | Slowenien          | UAE Team Emirates XRG      | + 1 s            |
| 3. | Remco Evenepoel      | Belgien            | Soudal Quick-Step          | + 43 s           |
| 4. | Kévin Vauquelin      | Frankreich         | Arkéa-B&B Hotels           | + 1 min 00 s     |
| 5. | Jonas Vingegaard     | Dänemark           | Team Visma \| Lease a Bike | + 1 min 14 s     |
| 6. | Matteo Jorgenson     | Vereinigte Staaten | Team Visma \| Lease a Bike | + 1 min 23 s     |
| 7. | João Almeida         | Portugal           | UAE Team Emirates XRG      | + 1 min 59 s     |
| 8. | Ben Healy            | Irland             | EF Education-EasyPost      | + 2 min 01 s     |
| 9. | Florian Lipowitz     | Deutschland        | Red Bull-Bora-Hansgrohe    | + 2 min 32 s     |
| 10. | Primož Roglič        | Slowenien          | Red Bull-Bora-Hansgrohe    | + 2 min 36 s     |

| Punktewertung | Punktewertung        | Punktewertung | Punktewertung              | Punktewertung |
| Fahrer        | Fahrer               | Land          | Team                       | Punkte        |
| ------------- | -------------------- | ------------- | -------------------------- | ------------- |
| 1.            | Jonathan Milan       | Italien       | Lidl-Trek                  | 112 P.        |
| 2.            | Mathieu van der Poel | Niederlande   | Alpecin-Deceuninck         | 108 P.        |
| 3.            | Tadej Pogačar        | Slowenien     | UAE Team Emirates XRG      | 106 P.        |
| 4.            | Biniam Girmay        | Eritrea       | Intermarché-Wanty          | 102 P.        |
| 5.            | Tim Merlier          | Belgien       | Soudal Quick-Step          | 72 P.         |
| 6.            | Anthony Turgis       | Frankreich    | Team TotalEnergies         | 70 P.         |
| 7.            | Jonas Vingegaard     | Dänemark      | Team Visma \| Lease a Bike | 50 P.         |
| 8.            | Søren Wærenskjold    | Norwegen      | Uno-X Mobility             | 46 P.         |
| 9.            | Paul Penhoët         | Frankreich    | Groupama-FDJ               | 43 P.         |
| 10.           | Remco Evenepoel      | Belgien       | Soudal Quick-Step          | 42 P.         |

| Bergwertung | Bergwertung      | Bergwertung        | Bergwertung                | Bergwertung |
| Fahrer      | Fahrer           | Land               | Team                       | Punkte      |
| ----------- | ---------------- | ------------------ | -------------------------- | ----------- |
| 1.          | Tim Wellens      | Belgien            | UAE Team Emirates XRG      | 7 P.        |
| 2.          | Tadej Pogačar    | Slowenien          | UAE Team Emirates XRG      | 5 P.        |
| 3.          | Ben Healy        | Irland             | EF Education-EasyPost      | 4 P.        |
| 4.          | Eddie Dunbar     | Irland             | Team Jayco AlUla           | 3 P.        |
| 5.          | Michael Storer   | Australien         | Tudor Pro Cycling Team     | 3 P.        |
| 6.          | Jonas Vingegaard | Dänemark           | Team Visma \| Lease a Bike | 3 P.        |
| 7.          | Quinn Simmons    | Vereinigte Staaten | Lidl-Trek                  | 2 P.        |
| 8.          | Lenny Martinez   | Frankreich         | Bahrain Victorious         | 2 P.        |
| 9.          | Benjamin Thomas  | Frankreich         | Cofidis                    | 2 P.        |
| 10.         | Kévin Vauquelin  | Frankreich         | Arkéa-B&B Hotels           | 1 P.        |

| Nachwuchswertung | Nachwuchswertung  | Nachwuchswertung       | Nachwuchswertung        | Nachwuchswertung |
| Fahrer           | Fahrer            | Land                   | Team                    | Zeit             |
| ---------------- | ----------------- | ---------------------- | ----------------------- | ---------------- |
| 1.               | Remco Evenepoel   | Belgien                | Soudal Quick-Step       | 21 h 53 min 17 s |
| 2.               | Kévin Vauquelin   | Frankreich             | Arkéa-B&B Hotels        | + 17 s           |
| 3.               | Ben Healy         | Irland                 | EF Education-EasyPost   | + 1 min 18 s     |
| 4.               | Florian Lipowitz  | Deutschland            | Red Bull-Bora-Hansgrohe | + 1 min 49 s     |
| 5.               | Oscar Onley       | Vereinigtes Königreich | Team Picnic-PostNL      | + 1 min 59 s     |
| 6.               | Mattias Skjelmose | Dänemark               | Lidl-Trek               | + 2 min 30 s     |
| 7.               | Carlos Rodríguez  | Spanien                | Ineos Grenadiers        | + 3 min 38 s     |
| 8.               | Joseph Blackmore  | Vereinigtes Königreich | Israel-Premier Tech     | + 6 min 05 s     |
| 9.               | Romain Grégoire   | Frankreich             | Groupama-FDJ            | + 8 min 46 s     |
| 10.              | Jenno Berckmoes   | Belgien                | Lotto                   | + 9 min 07 s     |

| Mannschaftswertung | Mannschaftswertung              | Mannschaftswertung           | Mannschaftswertung |
| Team               | Team                            | Land                         | Zeit               |
| ------------------ | ------------------------------- | ---------------------------- | ------------------ |
| 1.                 | Team Visma \| Lease a Bike      | Niederlande                  | 65 h 39 min 59 s   |
| 2.                 | UAE Team Emirates XRG           | Vereinigte Arabische Emirate | + 4 min 45 s       |
| 3.                 | Groupama-FDJ                    | Frankreich                   | + 10 min 48 s      |
| 4.                 | Decathlon AG2R La Mondiale Team | Frankreich                   | + 11 min 10 s      |
| 5.                 | Arkéa-B&B Hotels                | Frankreich                   | + 12 min 42 s      |
| 6.                 | Team Jayco AlUla                | Australien                   | + 12 min 44 s      |
| 7.                 | Team TotalEnergies              | Frankreich                   | + 15 min 28 s      |
| 8.                 | EF Education-EasyPost           | Vereinigte Staaten           | + 17 min 25 s      |
| 9.                 | Red Bull-BORA-hansgrohe         | Deutschland                  | + 17 min 56 s      |
| 10.                | Alpecin-Deceuninck              | Belgien                      | + 19 min 31 s      |